# توفند گوستاو

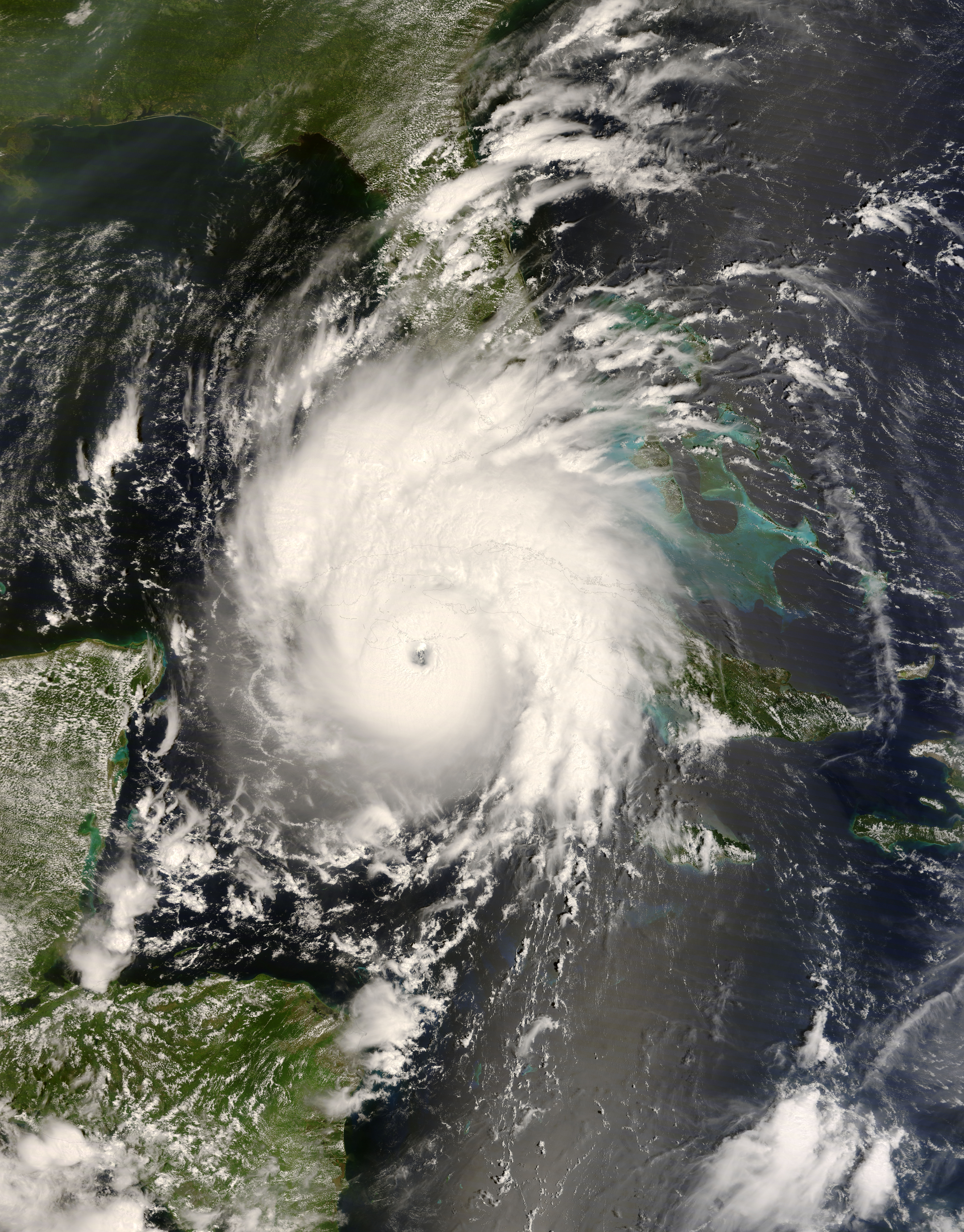
توفان گوستاو در کوبا

توفند گوستاو (به انگلیسی: Hurricane Gustav) (ˈgʊstɑ:v) سومین توفند بزرگ ثبت شده و دومین توفند بزرگ سال ۲۰۰۸ اقیانوس اطلس است.
در ۲۵ اوت ۲۰۰۸ و در ۲۵۰ مایلی جنوب هائیتی تشکیل شد، و خساراتی را به مناطق جنوب لوئیزیانا و نیواورلئان ببار آورد.